# Scania K series
Scania K — це серія шасі в лінійці міських та міжміських автобусів Scania з поздовжнім, прямо розташованим двигуном ззаду, що замінює шасі K( K94, K114, K124 ) і L-типу ( L94 ) 4 серія . Серія K була вперше представлена на Busworld 2005  в  Бельгії, і моделі були доступні з 2006 року.
Заводи, де збираєтся даний транспортний засіб(тільки цілі автобуси):
- C : колишній завод Kapena, Slupsk, Польща (K UB, K UA)
- L : завод Lahden Autokori, Лахті, Фінляндія – Interlink та OmniExpress (K UB, K IB, K EB)
- T : Завод Higer, Китай – туристичні автобуси A30 і A808 (лише шасі K EB)

Розташування двигуна
- K : шасі з центрально встановленим поздовжнім двигуном за задньою віссю

Код живлення
Наближення номінальної потужності в кінських силах до найближчих десяти. Код живлення має пробіли з обох сторін.
Тип транспорту
- E : міжміський автобус, міжміський, високий комфорт
- I : міжміські, короткі та міжміські, нормальний комфорт
- U : місто, коротка відстань, нормальний комфорт

Адаптація шасі
- A : зчленований автобус
- B : звичайний автобус
- D : двоповерховий автобус

Конфігурація коліс
- 4x2 : двовісний автобус
- 6x2 : тривісний автобус
- 6x2/2 : тривісний зчленований автобус
- 6x2*4 : тривісний автобус з керованою опорною віссю
- 8x2 : чотиривісний автобус (лише K IB у Латинській Америці )
- 8x2/2 : чотиривісний зчленований автобус (лише K IA)

Висота шасі
- L : низька спереду, нормальна ззаду
- M : низький передній і середній, нормальний задній (тільки K UA)
- N : нормальний передній і задній

Шасі:
- B : пневматична підвіска спереду і ззаду, жорстка вісь з переду
- I : пневматична підвіска спереду і ззаду, незалежна передня підвіска

K230UB4x2LB буде двовісним  міським автобусом із низьким входом, а K480EB6x2*4NI — тривісним  автобусом для міжміських перевезень із керованою віссю.
Примітка. Можна  одразу подумати, що двоповерхові автобуси позначаються як (наприклад, ) K 440 ED6x2*4NI. Але все одно для чогось використовують K EB.

## Двигуни
Коли її представили, серія K була доступна з 8,9-літровим 8.9 літровим  двигуном, що відповідає нормам Євро IV . cc) 5-циліндрові двигуни (DC9) потужністю 230 к.с. (1050 Нм), 270 к.с. (1250 Нм) і 310 к.с. (1550 Нм), а також 11,7-літровий (11705 cc) 6-циліндрові двигуни (DC12) потужністю 340 к.с. (1700 Нм), 380 к.с. (1900 Нм), 420 к.с. (2100 Нм) або 470 к.с. (2200 Нм), останній є турбо-компаундним двигуном DT12. Для 5- та 6-циліндрових двигунів Scania використовує системи рециркуляції вихлопних газів (EGR) і селективного каталітичного відновлення (SCR), щоб відповідати юридичним нормам Євро щодо викидів.
У 2008 році Scania випустила оновлені двигуни Euro V, щоб відповідати цим новим екологічним нормам. 5-циліндрові двигуни DC9 (пізніше DC09) мали більший діаметр і робочий об’єм 9,3 літра (9291 cc) замість 8,9 літрів. Нові двигуни DC13 мають як більший діаметр циліндрів, так і  трохи довший хід, а отже робочий більший об’єм 12,7 л (12742 cc) замість 11,7 літрів. Деякі двигуни також отримали невеликі покращення продуктивності, наприклад двигун DC9, який видає 310 к.с. (1550 Нм) було оновлено до 320 к.с. (1600 Нм).
З впровадженням оновлених  двигунів Євро VI у 2013 році DC09 став видавати 250 к.с. (1250 Нм), 280 к.с. (1400 Нм), 320 к.с. (1600 Нм) і 360 к.с. (1700 Нм), тоді як DC13 видає 410 к.с. (2150 Нм), 450 к.с. (2350 Нм) і 490 к.с. (2550 Нм).  Двигуни Euro III, IV і V все ще лишились доступними для експортних ринків.
Для альтернативного палива 9,3-літровий двигун був доступний як модифікація  OC9 CNG з потужністю 270 к.с. (1100 Нм) і 305 к.с. (1250 Нм), який після процедуривведення Євро VI був замінений на OC09 з вихідною потужністю 280 к.с. (1350 Нм) і 340 к.с. (1600 Нм). 8,9-літровий двигун доступний як DC9 E02, що працює на етанолі, і має вихідну потужність 270 к.с. (1200 Нм).

## Scania K IA

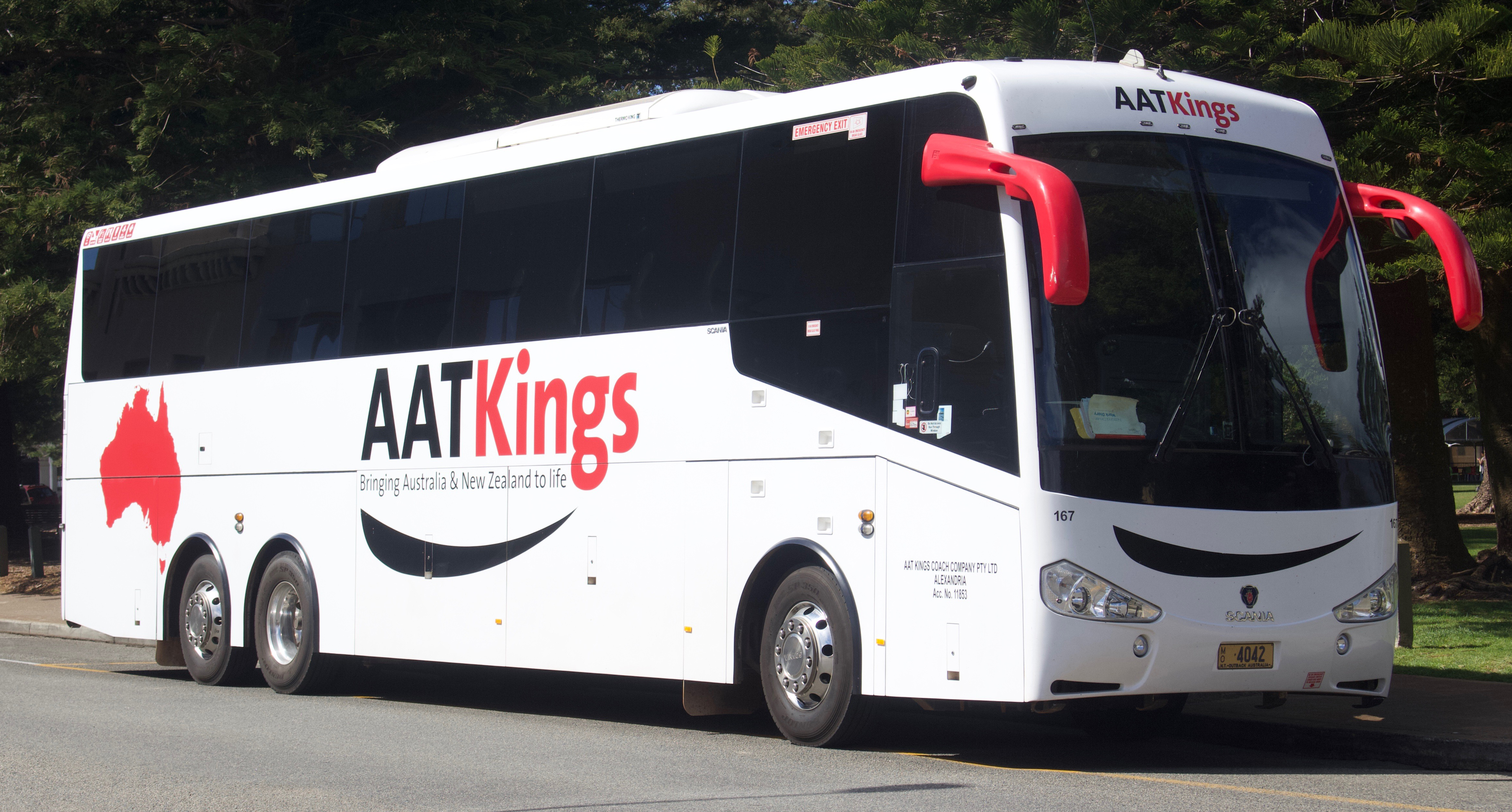
AAT Kings, туристичні концепції з кузовом K440EB

такі шасі як K280EB, K310EB, K320EB, K340EB, K360EB, K380EB, K400EB, K410EB, K420EB, K440EB, K450EB, K470EB, K480EB і K490EB мають незалежну передню підвіску та використовуються для туристичних автобусів вищої категорії. (4x2, 6x2 і 6x2*4).
K310IA — це зчленоване міжміське автобусне шасі, доступне лише в Латинській Америці як 6x2/2 і 8x2/2.

Один K340IA 6x2/2 і 107 K320IA 6x2/2 експлуатуються для TransJakarta, причому блок K340IA і 51 одиниця K320IA самостійно керуються керівництвом TransJakarta. Усі агрегати використовують двигуни OC09 CNG, які відповідають стандарту викидів Euro VI.

## Scania K IB

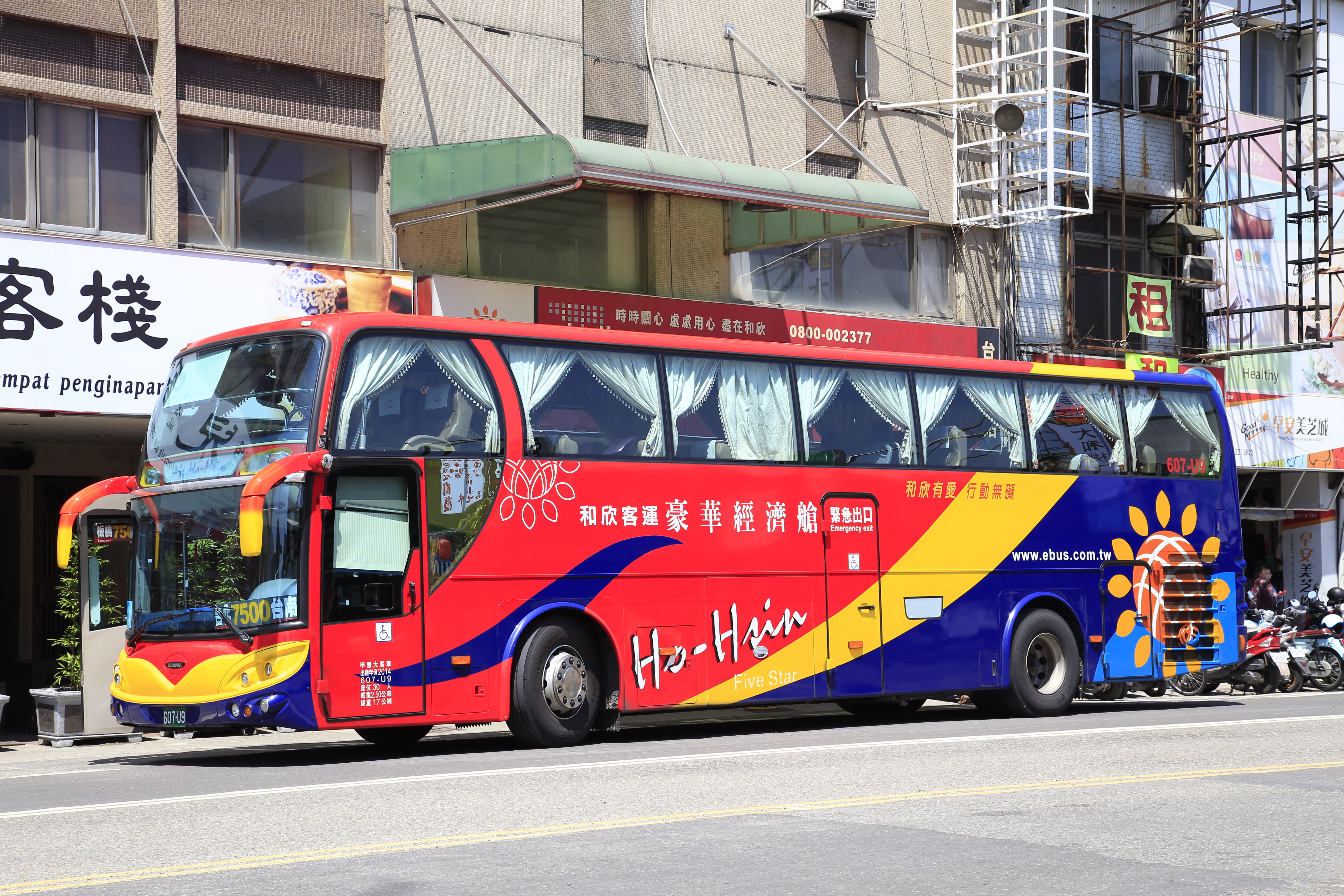
Автобус K400IB4X2NB з кузовом Nan-Jye експлуатується компанією Ho-Hsin Bus на Тайвані
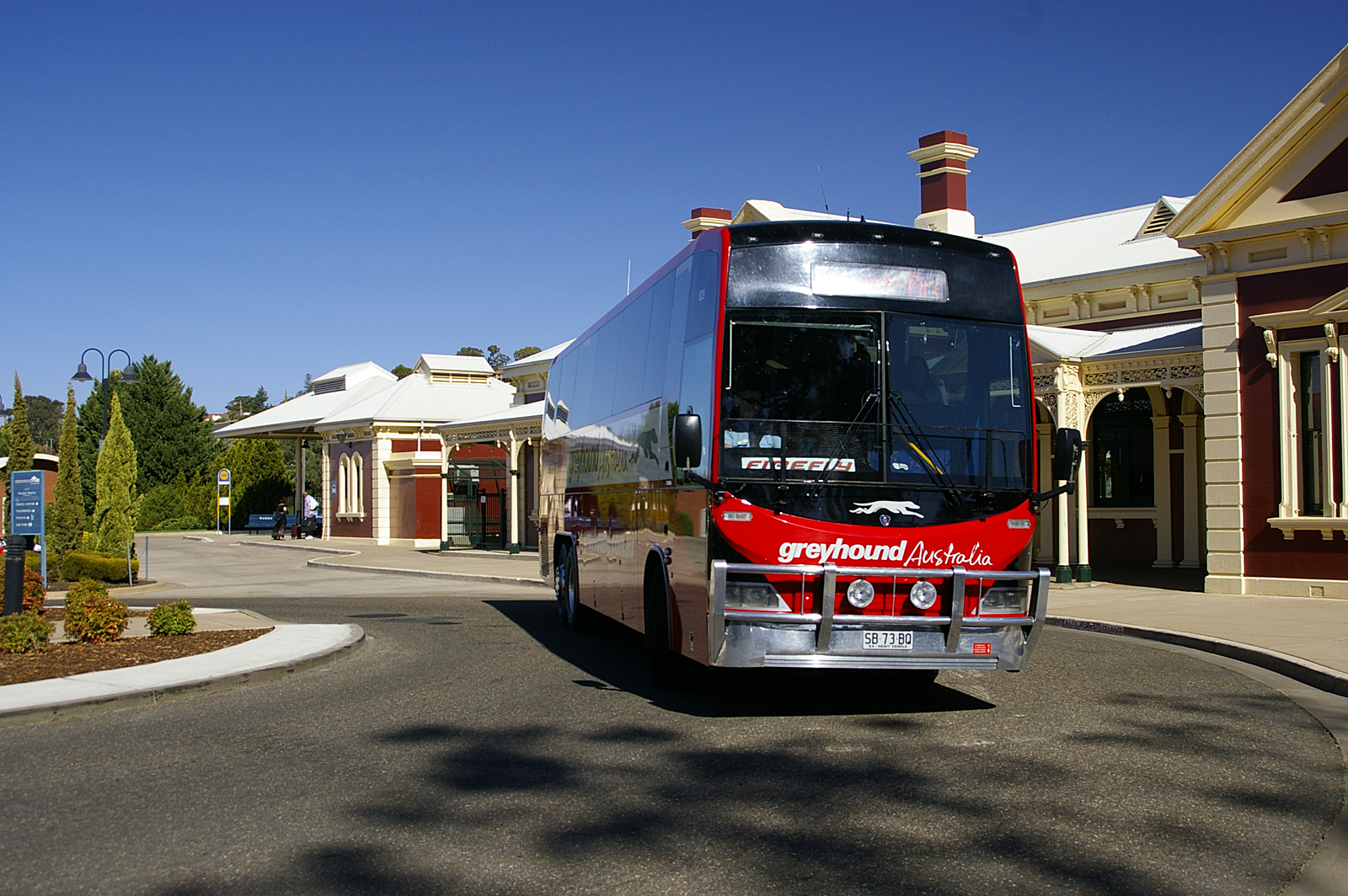
Greyhound Australia Mills-Tui Bodied K380IB
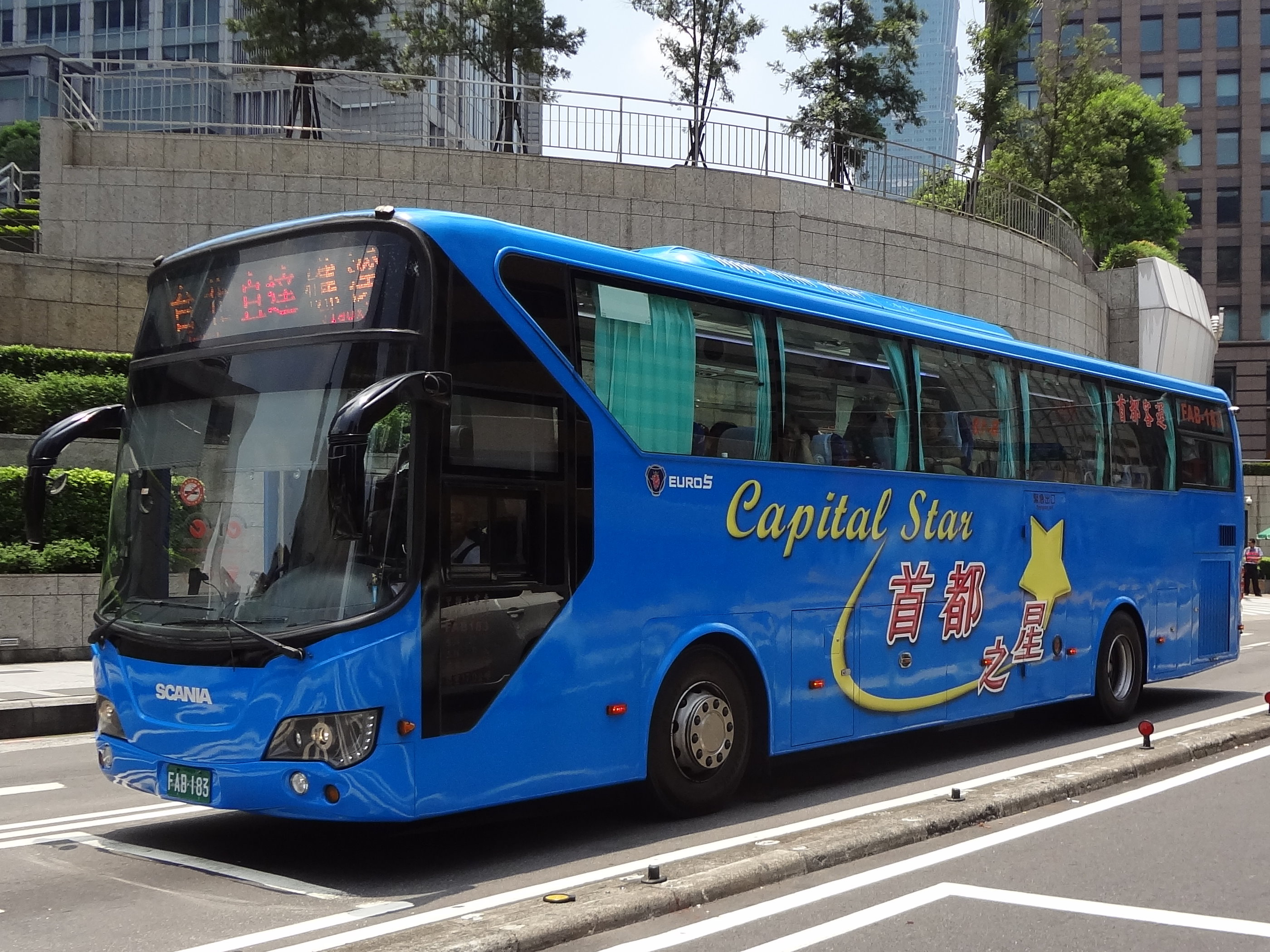
Автобус K400IB4X2NB із кузовом Sin-Sheng, експлуатований компанією Capital Bus у Тайбеї, Тайвань
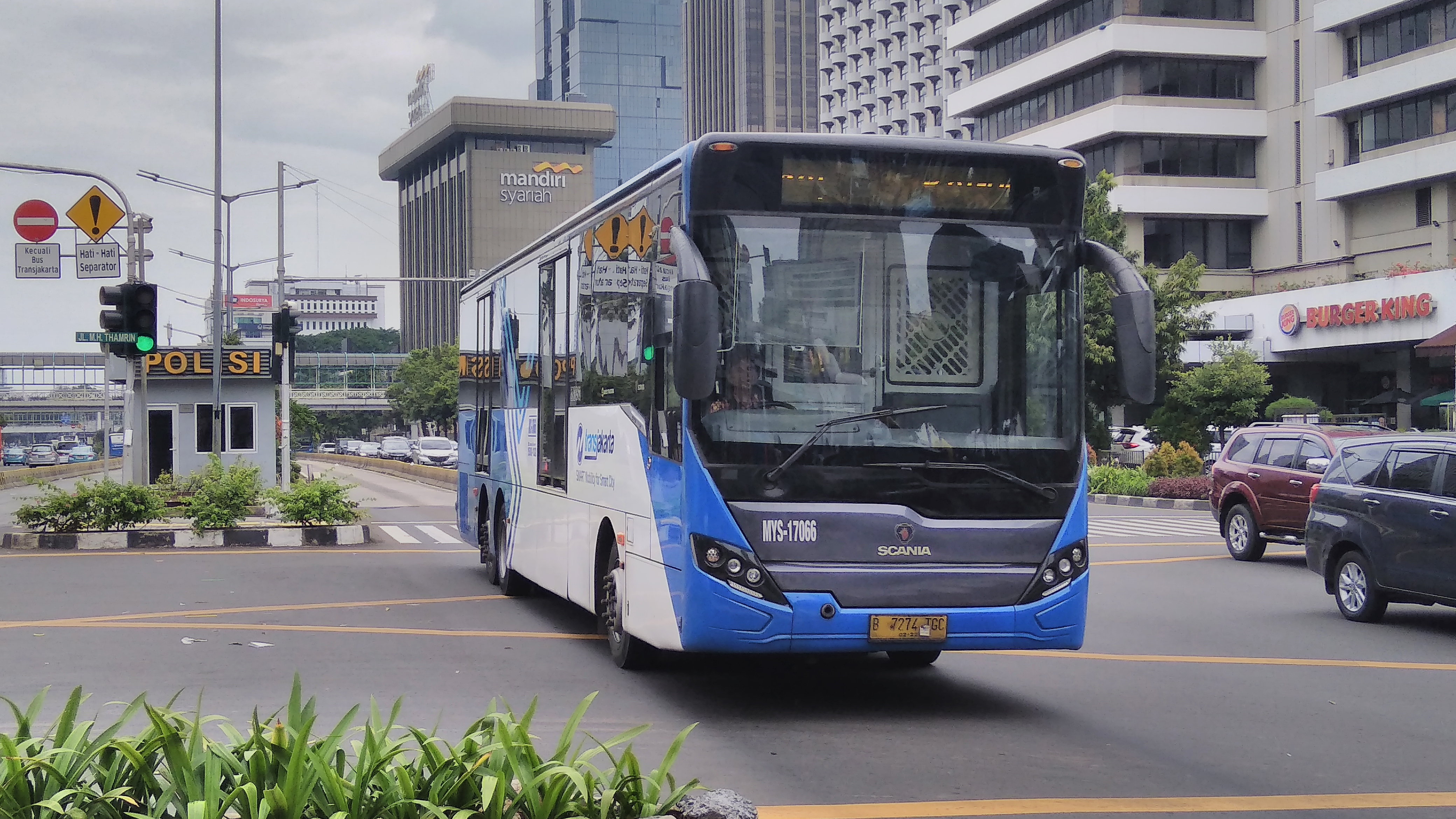
Laksana Cityline2 Bodied K310IB 6x2*4 експлуатується PT Mayasari Bakti для TransJakarta BRT
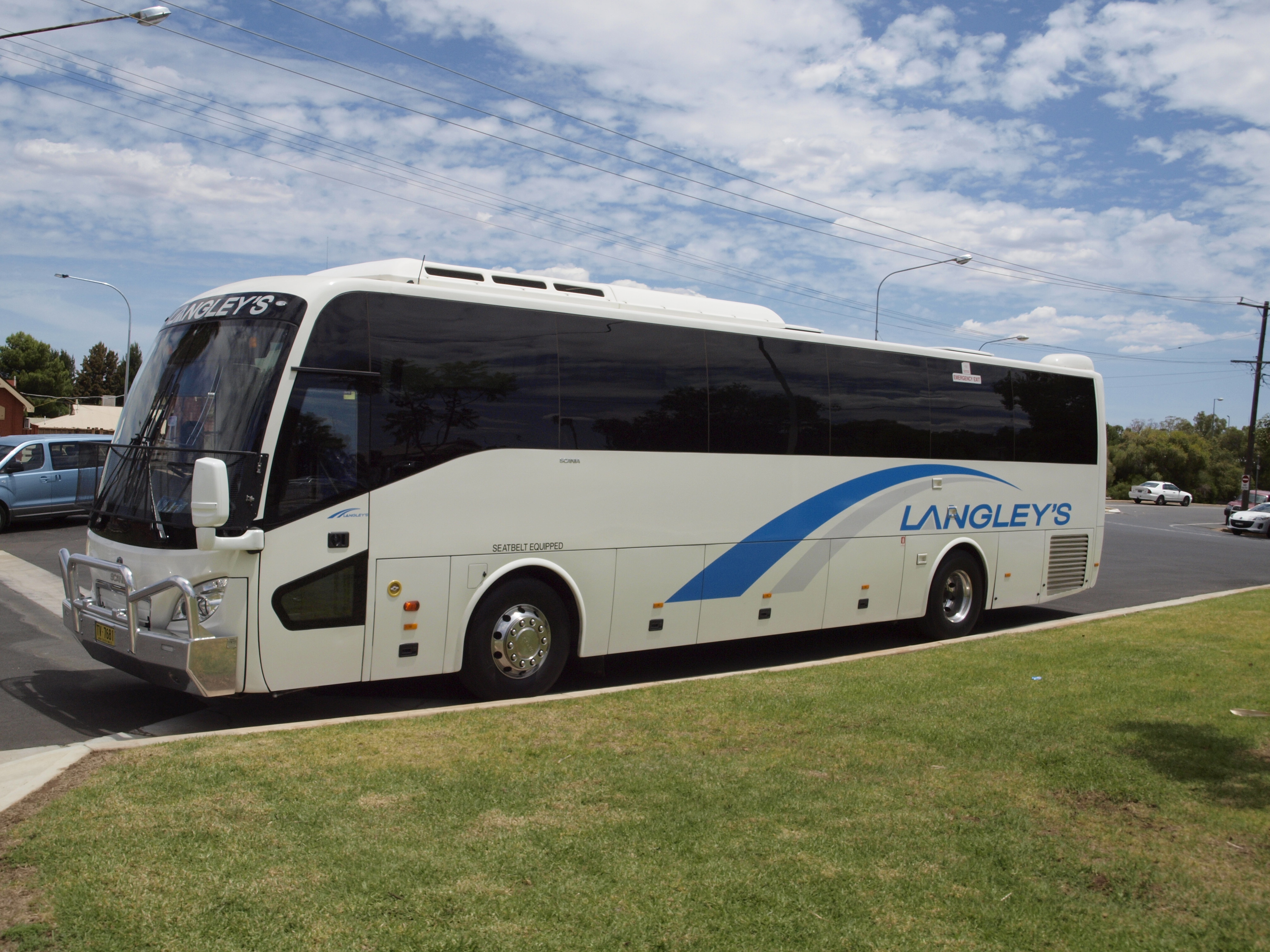
Scania K320IB/Higer A30 TV7681
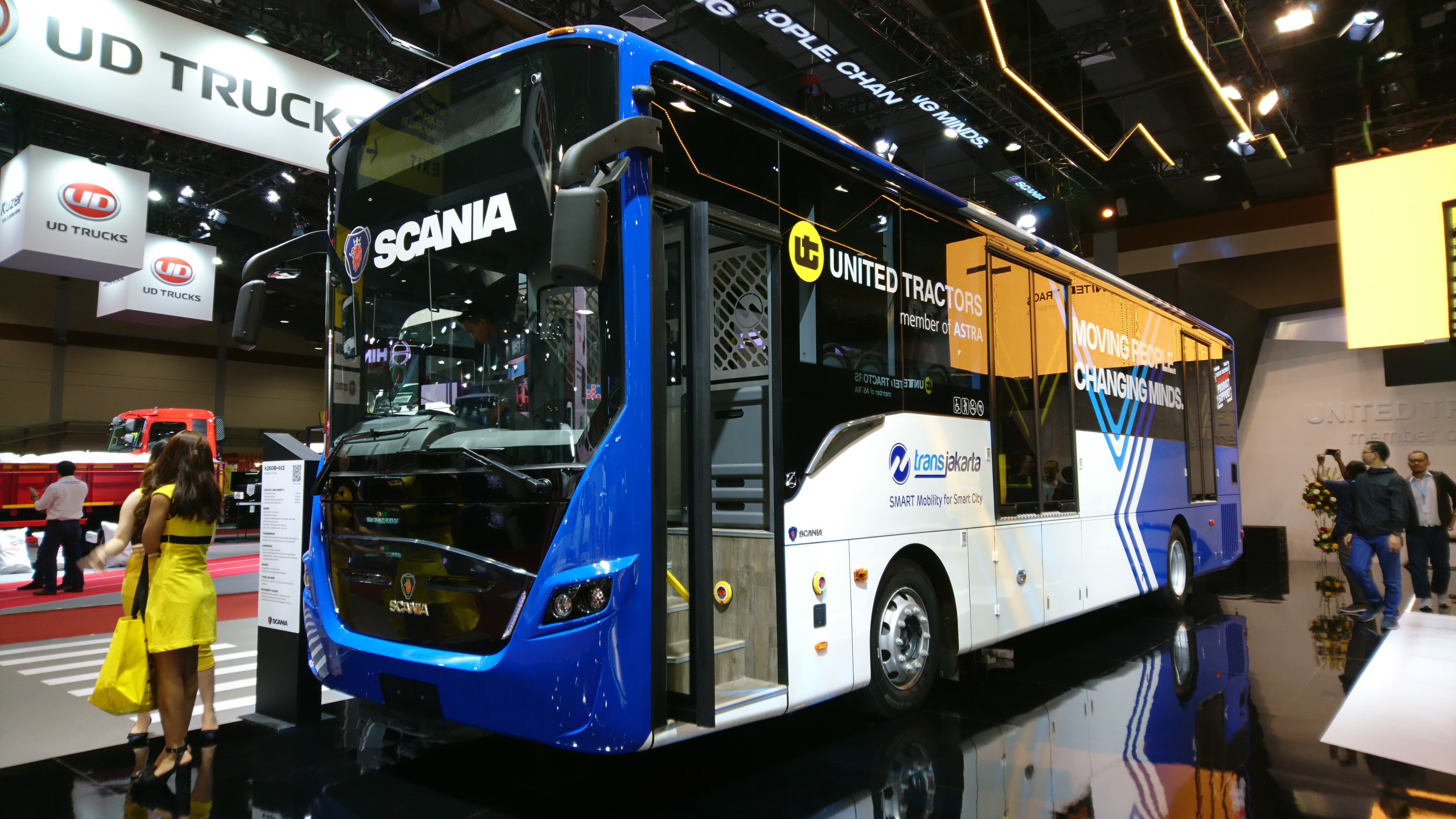
Laksana Cityline3 з кузовом Scania K250IB для TransJakarta BRT

## Scania K UA

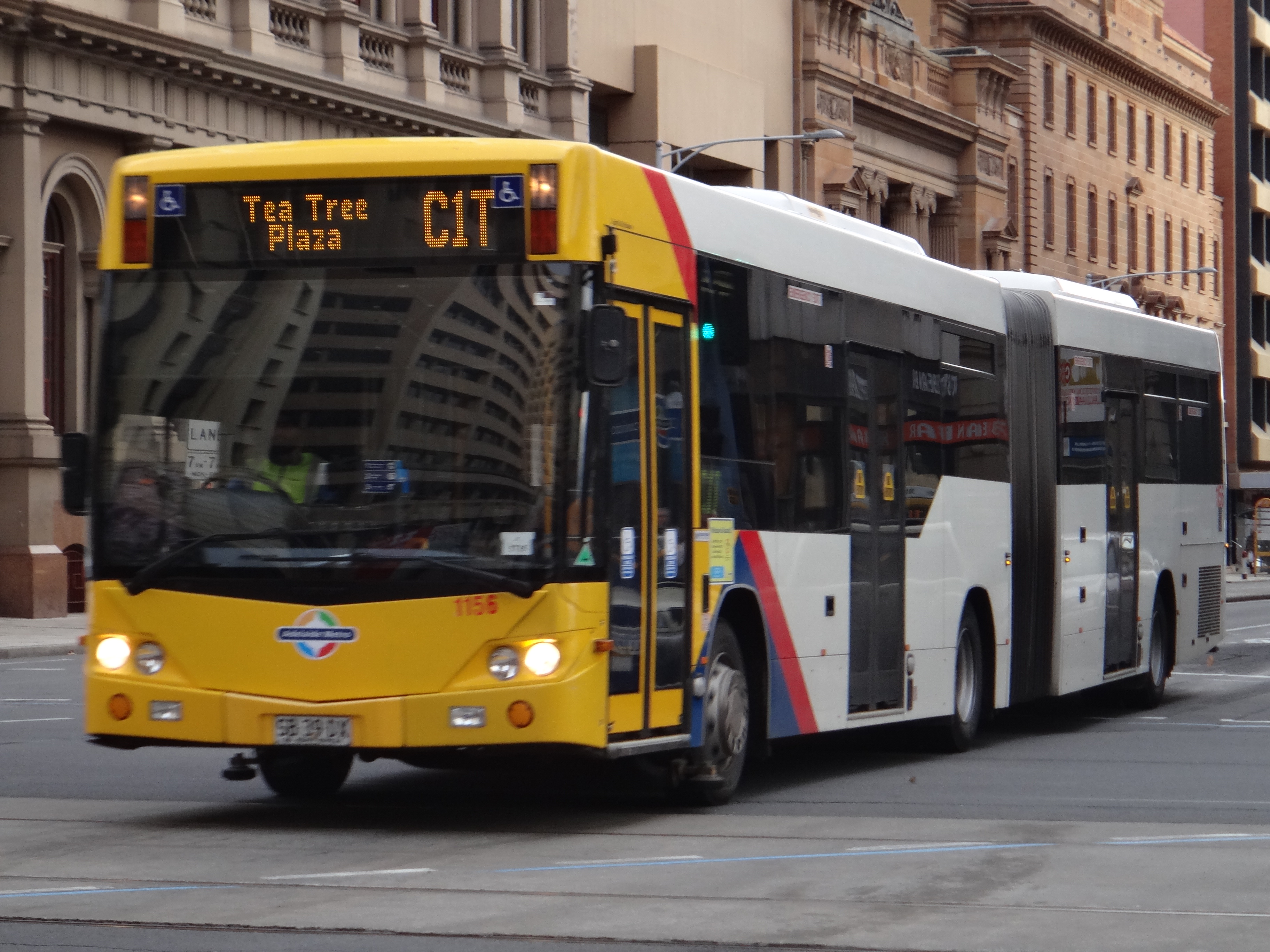
Зчленований автобус Scania K320UA

K310UA, K320UA та K360UA — це зчленований (6x2/2) варіант міського автобуса, який можна замовити з двома досить потужнішими варіантами 9-літрового дизельного двигуна або найпотужнішим варіантом 9-літрового двигуна CNG.
Автобуси Сіднея наразі мають у власності один K310UA (номер автопарку 2111) на маршруті Metrobus 10, який курсує між Maroubra Junction та Leichhardt через CBD.

В Аделаїді (станом на кінець вересня 2022 року) Torrens Transit наразі має у власності 96 одиниць K320UA (831–850, 1101–1119, 1121–1166, 1170–1181), а також 19 K360UA (803, 805–808, 851–853, 857, 1182–1189, 1849–1850).  Крім того, Torrens Transit має один блок K310UA (1015), який використовувався як початковий пробний автобус на O-Bahn.  На даний момент SouthLink має десятокодиниць K360UA (3370–3379).  Busways має 3 K360UA (2859-2860, 2864). 

## SCANIA K UB
K230UB, K250UB, K270UB, K280UB, K305UB (CNG), K310UB, K320UB і K360UB є жорстким (4x2 або 6x2*4) варіантом міського автобуса, який можна замовити з усіма 9-літровими двигунами. Пару K380UB 6x2*4 з 11,7-літровим двигуном також зробили для Норвежських замовників

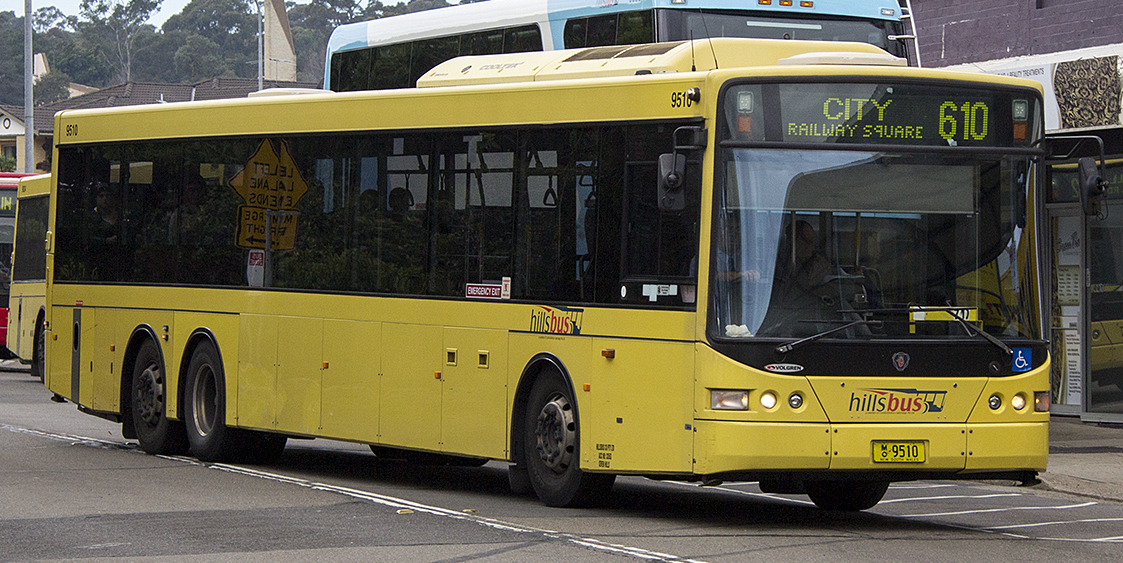
Hillsbus Volgren з кузовом Scania K310UB 14,5 м на Замковій горі

Численні автобусні оператори в Австралії експлуатують шасі Scania K-серії.
У Мельбурні автобусні лінії CDC Melbourne, Transdev Melbourne і Ventura Bus Lines працюють із парком K230UB. У CDC Geelong управляє кількома K230UB, а McHarry's Buslines також керує кількома K270UB, K270IB, K280UB, K280IB, K320IB і одним K310IB.
У Новому Південному Уельсі дочірні компанії Busways і ComfortDelGro Australia 's Hillsbus і Hunter Valley Buses мають у своєму парку досить значну кількість K230UB, K280UB і K310UB.  Transdev NSW також керує парком K230UB,  Transit Systems NSW експлуатує K280UB, K94UB і K310UB, тоді як State Transit експлуатує K280UB і K310UB. 
У Канберрі ACTION має понад 150 автобусів K320UB, включаючи 26 автобусів Euro V K320UB 6x2*4. 
В Аделаїді (станом на кінець вересня 2022 року) Torrens Transit наразі має 114 одиниць K230UB, 101 одиницю K280UB, 182 одиниці K320UB , включаючи 13 гібридних дизель-електричних автобусів K320UB. Наразі SouthLink оперує 13 K230UB + 3 гібридні K320,  а Busways має 23 K230UB, 20 K280UB і 8 K320UB, включаючи 3 гібриди. 

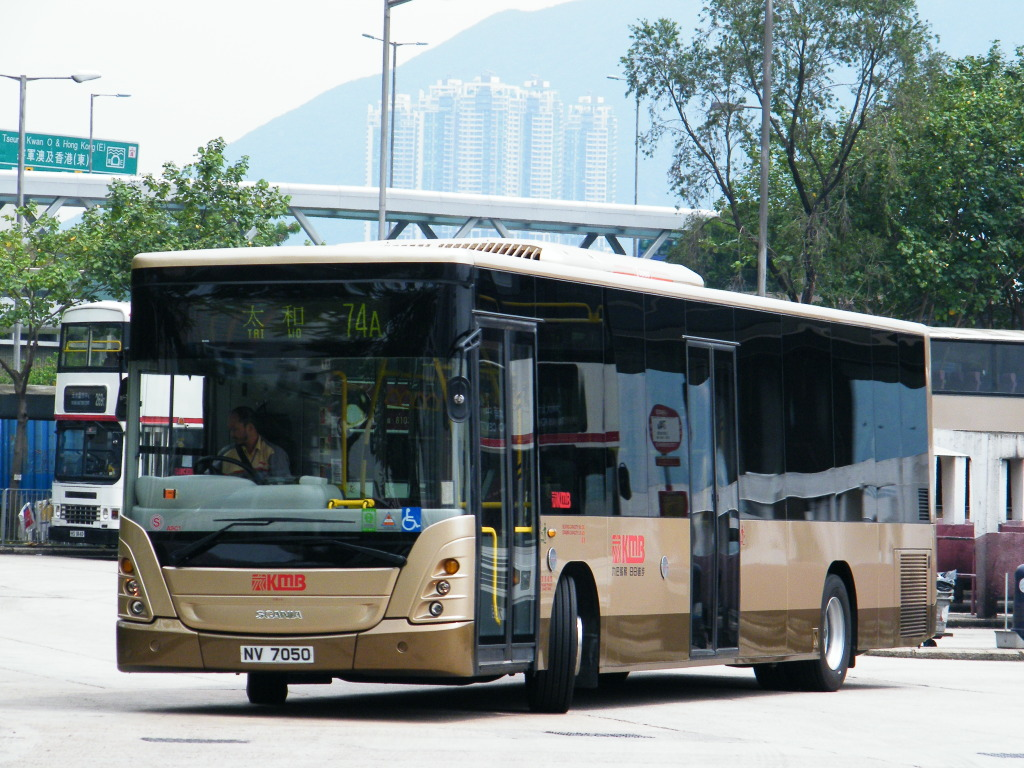
Kowloon Motor Bus 12-метровий K230UB

У 2008 році компанія Kowloon Motor Bus придбала 30 штук Scania K230UB з двигунами Euro IV і кузовом Caetano City Gold, 20 з яких мали довжину 10,6 м, а всі решта – 12 м. Всі були поставлені в 2009 році.
Двадцять 10,6-метрових версій K230UB були зареєстровані з квітня по червень 2009 року та відомі як клас ASB. Після проходження випробувань перші кілька одиниць були нарешті представлені на маршруті 2C, що курсує між Яу Ят Цуен і Цім Ша Цуй у неділю, 24 травня 2009 року. Деякі інші автобуси також були введені на приміські маршрути, такі як наприклад маршрут 7M і 24.
10 штук 12-метрових версій K230UB також були зареєстровані в період з червня по серпень 2009 року і відомі як клас ASC.
Трохи Пізніше було замовлено ще 20 K230UB довжиною 12 метрів, один з яких був демонстратором Euro V EEV класу ASCU.

### Індонезія

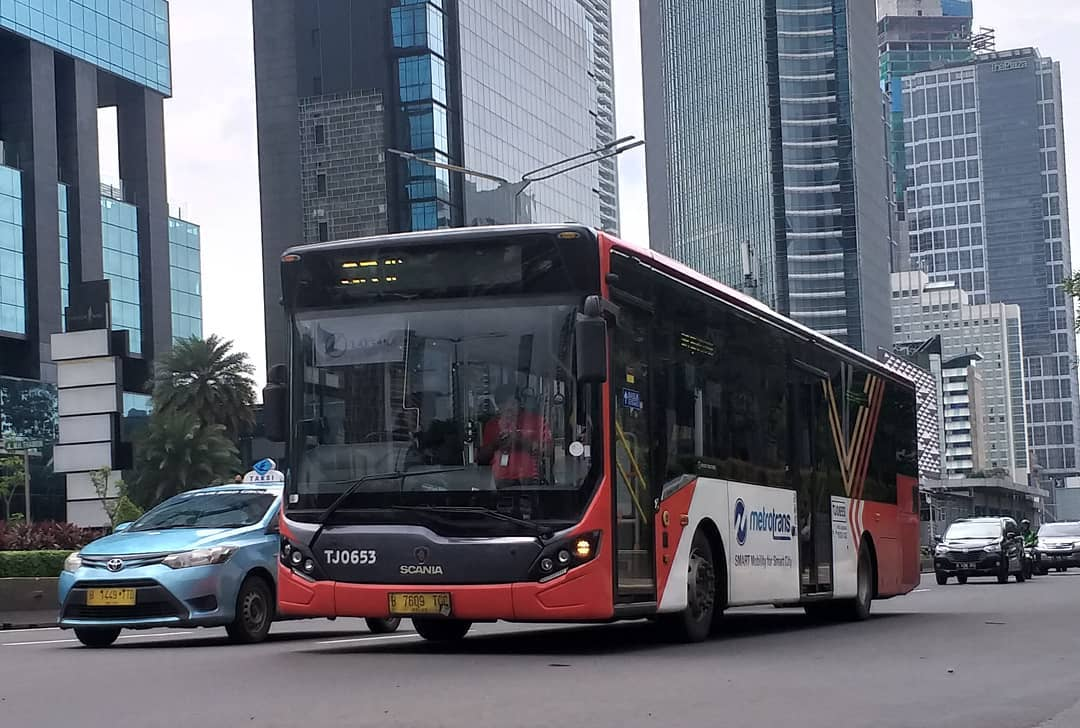
TransJakarta Scania K250UB, кузов Laksana

У 2016 році уряд провінції Джакарта розмістив замовлення на 150 екземплярів  Scania K250UB Euro III для заміни застарілого парку Kopaja та MetroMini .  На відміну від старих автобусів, Scania K250UB доступний для інвалідних візків і оснащений кондиціонером. Також очікується зменшення забруднення повітря, оскільки він відповідає стандарту викидів Euro III. Автобуси експлуатуються TransJakarta як MetroTrans і працюють поза системою BRT. Початок експлуатації 2017 році. 
У 2020 році компанія Suroboyo Bus придбала вісім штук автобусів Scania K250UB Euro III з кузовом Cityline 3 від Laksana. Ці агрегати обладнані стоянками для велосипедів у передній частині автобуса. 

## Дивіться також
- Scania серії F – серія автобусних шасі з двигуном у передній частині
- Scania серії N – серія шасі міського автобуса з прямо розташованим двигуном, розташованим ззаду в поперечному напрямку.
- Scania 4 серії – лінійка автобусів, представлена в 1997 році. Це спадкоємець автобусів 3-ї серії, який був замінений серіями F, N і K.
- Список автобусів

1. ↑  Scania at Busworld 2005: New range of Scania buses and coaches [Архівовано 2015-04-02 у Wayback Machine.] Scania 20 October 2005
2. 1 2 3  Australian Bus Fleet Lists - Admet Fleet Lists. fleetlists.busaustralia.com. Процитовано 29 вересня 2022.
3. 1 2  Australian Bus Fleet Lists - Admet Fleet Lists. fleetlists.busaustralia.com. Процитовано 29 вересня 2022.
4. 1 2  Australian Bus Fleet Lists - Admet Fleet Lists. fleetlists.busaustralia.com. Процитовано 29 вересня 2022.
5. ↑  CDC Group Australian Bus Fleet Lists
6. ↑  Transdev NSW Buses Australian Bus Fleet Lists
7. ↑  State Transit Authority Australian Bus Fleet Lists
8. ↑  ACTION ACT Bus Fleet Summary
9. ↑  Ray Jordan (3 жовтня 2016). Ahok Beli Ratusan Bus Standar Dunia untuk Gantikan Metromini dan Kopaja. Detik (індонез.). Процитовано 24 листопада 2020.
10. ↑  Alsadad Rudi (20 листопада 2017). Transjakarta Mulai Operasikan Bus Lantai Rendah. Kompas (індонез.). Процитовано 24 листопада 2020.
11. ↑  Muhammad Fathan Radityasani (22 жовтня 2020). Armada Baru Suroboyo Bus, Pakai Bus Seperti di Eropa. Kompas (індонез.). Процитовано 24 листопада 2020.